# (5708) Melancholia
(5708) Melancholia es un asteroide perteneciente al cinturón de asteroides descubierto el 12 de octubre de 1977 por Paul Wild desde el Observatorio de Berna-Zimmerwald, Berna, Suiza.

## Designación y nombre
Designado provisionalmente como 1977 TC1. Fue nombrado Melancholia en homenaje a uno de los cuatro humores o temperamentos humanos. La tristeza acosa a los astrónomos cuando el cielo permanece nublado durante semanas.

## Características orbitales
Melancholia está situado a una distancia media del Sol de 2,179 ua, pudiendo alejarse hasta 2,638 ua y acercarse hasta 1,719 ua. Su excentricidad es 0,211 y la inclinación orbital 3,241 grados. Emplea 1174,88 días en completar una órbita alrededor del Sol.

## Características físicas
La magnitud absoluta de Melancholia es 14,4. 